# 和阗伊斯兰王国
和闐伊斯蘭王國，亦称和闐伊斯蘭酋長國、和闐伊斯蘭政府，是指1934年在中華民國时期在新疆和闐成立的一个短暂伊斯蘭王國，在回族軍閥馬仲英部下马虎山的攻擊下，和闐伊斯蘭王國埃米尔穆罕默德·伊敏逃亡克什米尔。

## 歷史
1933年2月20日，民族革命委员会在和阗集会，宣布成立独立的和阗临时政府（后改称和阗伊斯兰政府）由穆罕默德·尼牙孜·艾来木担任总统，沙比提大毛拉任总理，穆罕默德·伊敏号称埃米尔。
6月，向喀什进军。7月，沙比提大毛拉亲自率后续部队增援喀什，却遭占据喀什回城的铁木尔偷袭，沙比提大毛拉等头目被拘留，所部被解除武装。8月，铁木尔部被占据喀什汉城的马占仓部截杀，其本人被俘后遭枪决。和阗伊斯兰政府军乘机反攻，占据莎车和英吉沙，兵临喀什。
和阗民族革命委员会与青年喀什噶尔党宣布合并。沙比提大毛拉于1933年8月25日在疏附（喀什噶尔回城）建立了和阗伊斯兰政府驻喀什管理局，自任局长。9月10日，在沙比提大毛拉的主持下，喀什成立了由11人组成的东突厥斯坦独立会，取代管理局。沙比提大毛拉自任该会主席，宣布独立会的宗旨是建立东突厥斯坦伊斯兰共和国。
1933年11月12日晚，东突厥斯坦伊斯兰共和国宣告成立，公布了《组织纲领》、《施政纲领》以及宪法和政府成员名单。推举滞留在阿克苏的和加尼牙孜任总统，沙比提大毛拉自任总理，同时任命了各部部长及国务议会秘书长等要职。《组织纲领》共30条，其中第二条宣称：“东突厥斯坦为永久民主共和国，请求南京政府或国际联盟予以便利，协助人民，共同努力，以达最终之目的而保永久之独立”。
1934年2月5日，马仲英的部下马福元联合马占仓攻克了疏附，东突厥斯坦伊斯兰共和国瓦解，官员四散而逃。伊敏逃回和阗。4月，伊敏推举其兄满素尔为“帕夏”，建立了“和阗伊斯兰王国”。6月12日，马仲英的先头部队马如龙攻克和阗，满素尔被杀，伊敏逃往喀喇古塔格（黑山），“和田伊斯兰王国”灭亡。6月底，马仲英的姐夫马虎山率36师主力从皮山来到和阗。7月26日，伊敏逃往印度的列城，后来前往阿富汗首都喀布尔。

### 文獻
- 厉声. . 中国边疆史地研究2002年6月第12卷第二期. 2002年6月.